# Dehaasia hirsuta
Dehaasia hirsuta är en lagerväxtart som beskrevs av André Joseph Guillaume Henri Kostermans. Dehaasia hirsuta ingår i släktet Dehaasia och familjen lagerväxter. Inga underarter finns listade i Catalogue of Life.